# Лахта-центр
«Ла́хта-центр» (официальное название — «Ла́хта Центр») — многофункциональный комплекс, расположенный на берегу Финского залива в Приморском районе Санкт-Петербурга.
Является центральным офисом компании Газпром.
Комплекс состоит из башни, многофункционального здания (МФЗ), арки главного входа и административного здания. Объекты расположены на стилобате (подиум с подземной парковкой). Общая площадь зданий составляет 570 тысяч м2.
Небоскрёб и МФЗ (первая очередь) получили разрешение на ввод в эксплуатацию в октябре 2018 года. Административное здание (вторая очередь) получило разрешение на ввод в эксплуатацию в июле 2020 года.
Башня Лахта-центра высотой 462 метра является самым северным небоскрёбом в мире, самым высоким зданием России и Европы. Лахта-центр вошёл в пятёрку самых экологичных небоскрёбов планеты. Общая стоимость комплекса оценивалась в 155 млрд рублей.
В августе 2021 года «Газпром» завершил процесс перерегистрации в Санкт-Петербурге. Новый адрес компании — по месту расположения МФК «Лахта-центр».

## Что находится в комплексе
В комплексе располагаются офисы «Газпрома», а также несколько общественных пространств:
- Многофункциональный трансформируемый зал вместимостью 496 человек. Система трансформации на основе технологии spiralift позволяет изменять конфигурацию зала и сцены за 10-20 минут[15].
- Научно-образовательный центр будет иметь площадь 7000 м2[16][17].
- Планетарий в форме шара вместимостью до 100 человек. Внешний диаметр — 19 метров. Оболочка состоит из 1223 выгнутых треугольных листов из нержавеющей отполированной стали. Проекция неба формируется звёздной машиной (проектор — Ohira Tech Megastar-IIA ), а более крупные объекты, искусственные летательные аппараты, визуальные эффекты и многое другое — цифровые создаются проекционной системой с помощью 10 лазерных 4К-проекторов SONY GTZ280. Общее разрешение — 48 483 533 пикселя[18].
- Панорамный двухуровневый ресторан откроется на 75—76 этажах башни (315 и 319 метров)[19].
- Обзорная площадка располагается на 83 — 86 этажах башни на высоте 365 метров[20]. Является первой по высоте в Европе.
- Рестораны и кафе будут находиться в МФЗ.
- Спортивный комплекс (4600 м2) будет включать в себя спортивные залы, фитнес-центр, центры оздоровления и релаксации.
- Открытый амфитеатр на набережной «Лахта-центра» для просмотра водных шоу с видом на Финский залив[21]. Комфорная вместимость составляет 1000 человек, площадь открытой сцены — 1262 м².
- Набережная «Лахта Центра» — многофункциональное пространство, с общей протяженностью прогулочной зоны 1 км. Включает детскую площадку, качели, панорамные террасы, велодорожки с велопарковкой на 90 мест, места отдыха с беспроводными зарядными устройствами. Площадь благоустройства набережных — более 34 000 м2. На набережной есть ландшафтный водный объект «Река», являющийся горизонтальным фонтаном. Протяженность составляет 300 метров, ширина — до 20 метров. Поверхности чаши облицованы чёрным гранитом[22].
- На моле у «Лахта Центра» установлена воссозданная часовня Святого Петра. Оригинальная часовня была возведена по проекту академика архитектура В. И. Шауба вблизи предполагаемого места спасения Петром I утопающих в ноябре 1724 г. Утрачена в 1930 году. Воссозданная часовня выполнена из 871 чугунного элемента с антикоррозийным покрытием, декорирована золочением и латунными медальонами с изображениями Богородицы, Николая Чудотворца и Александра Невского. Внутри креста на вершине постройки установлен молниеприемник и навигационное оборудование (маяк красного цвета). Открыта в 2022 году к 350-летию со дня рождения Петра I[23].
- На 88-м этаже башни находится монумент «Ангел-хранитель Санкт-Петербурга», который является репликой скульптуры с Александровской колонны на Дворцовой площади. Скульптура Ангела освящена патриархом Московским и всея Руси Кириллом в 2022 году, в крест заложены частицы мощей святых апостолов Петра и Павла[24].

## Конструктивные особенности

### Общие
- Из-за близости к Финскому заливу и слабых грунтов все фундаменты комплекса опираются на сваи. Размеры свайного поля (1 и 2 очереди) — 3480 свай. Из них 264 — диаметром 2 м — под зданием башни, глубиной заложения до 84 (под центральную часть) и 74 метра (под периферийную стилобатную часть), 848 свай — диаметром 1,2 м — под МФЗ и аркой, 968 свай — диаметром в 0,6 м — под стилобатом и 1400 (диаметр 1,2 м) — под КЗС.
- Площадь всех фасадов комплекса (1 и 2 очереди) — свыше 242 000 м2, в том числе 179 000 м2 на объектах первой очереди. Общая масса стекла на фасаде башни — 13 000 тонн. Около 70 % модулей на фасаде башни варьируется по форме и размерам, в МФЗ около 50, а в административном здании — 15 типов остекления.

Галерея
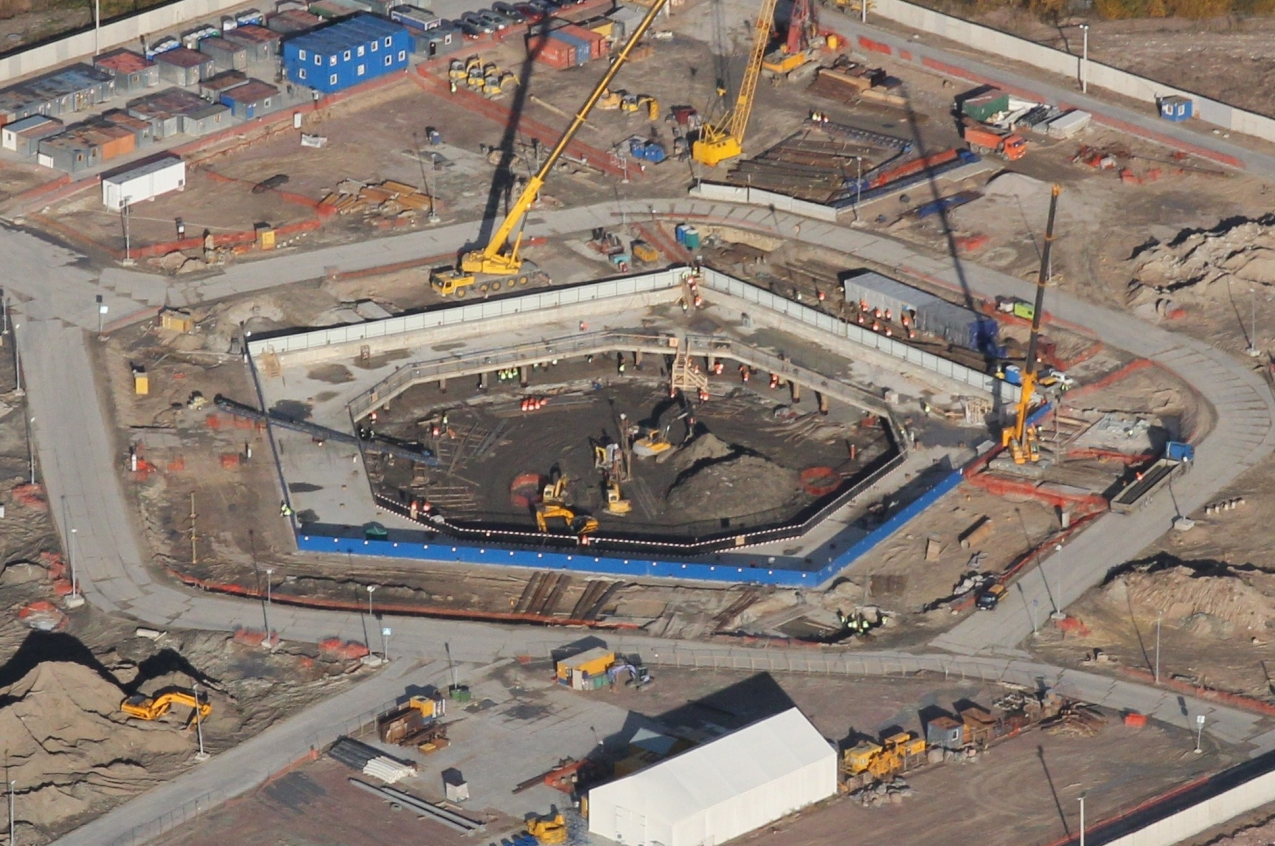
Осень 2013 года. Сооружение строительного котлована
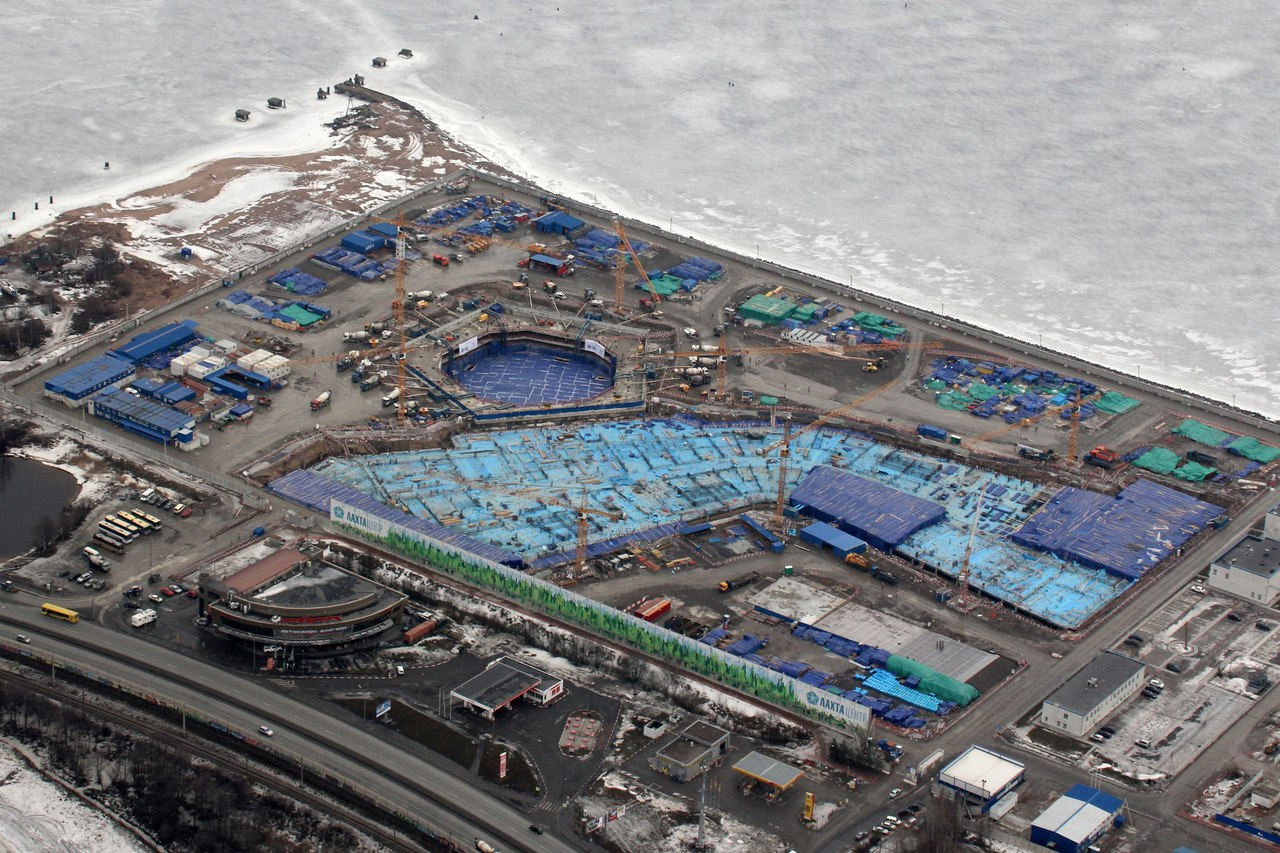
Весна 2015. Заливка нижней плиты фундамента
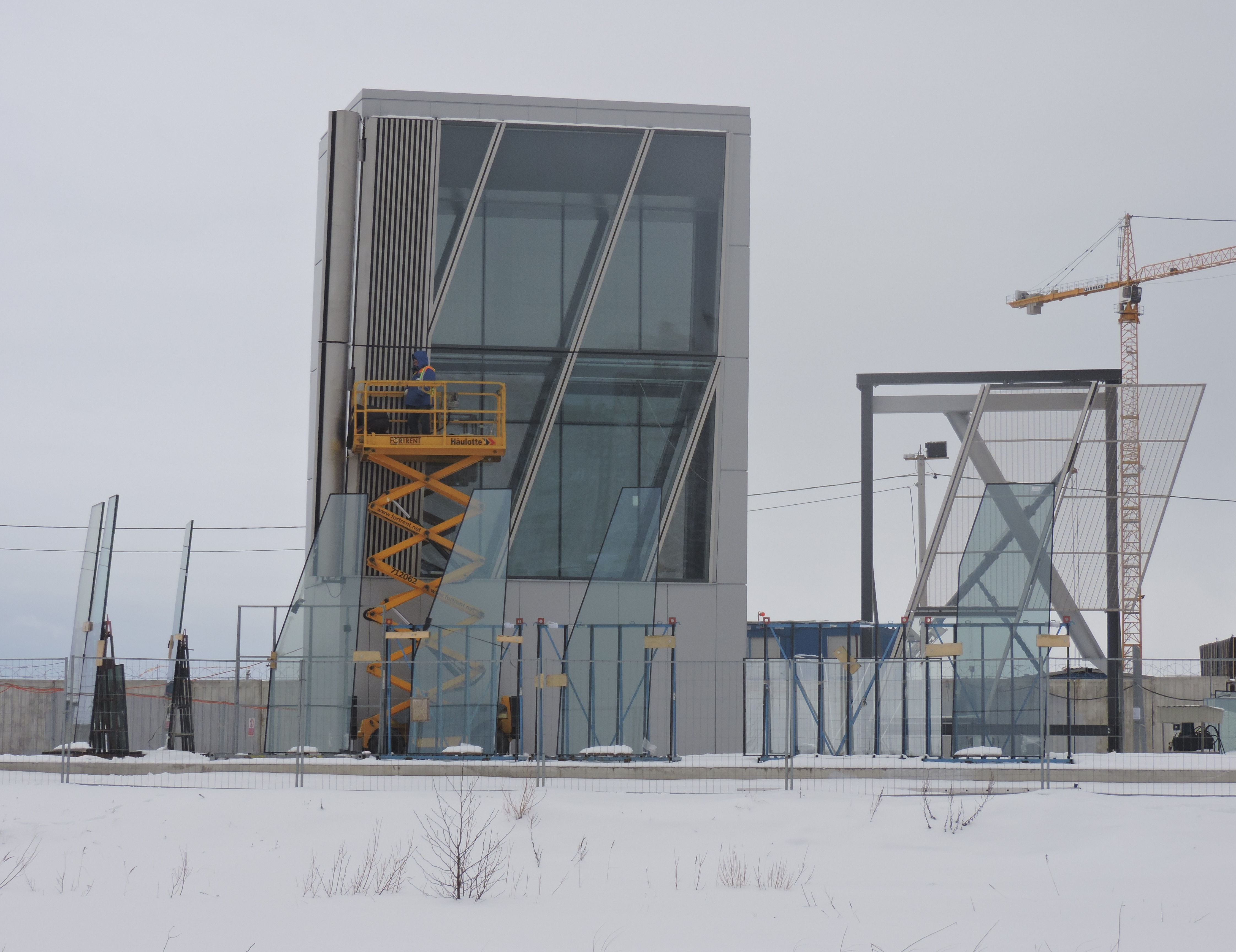
Такими стеклопакетами остеклялись фасады. На фото — макет, показывающий разные варианты остекления фасадов
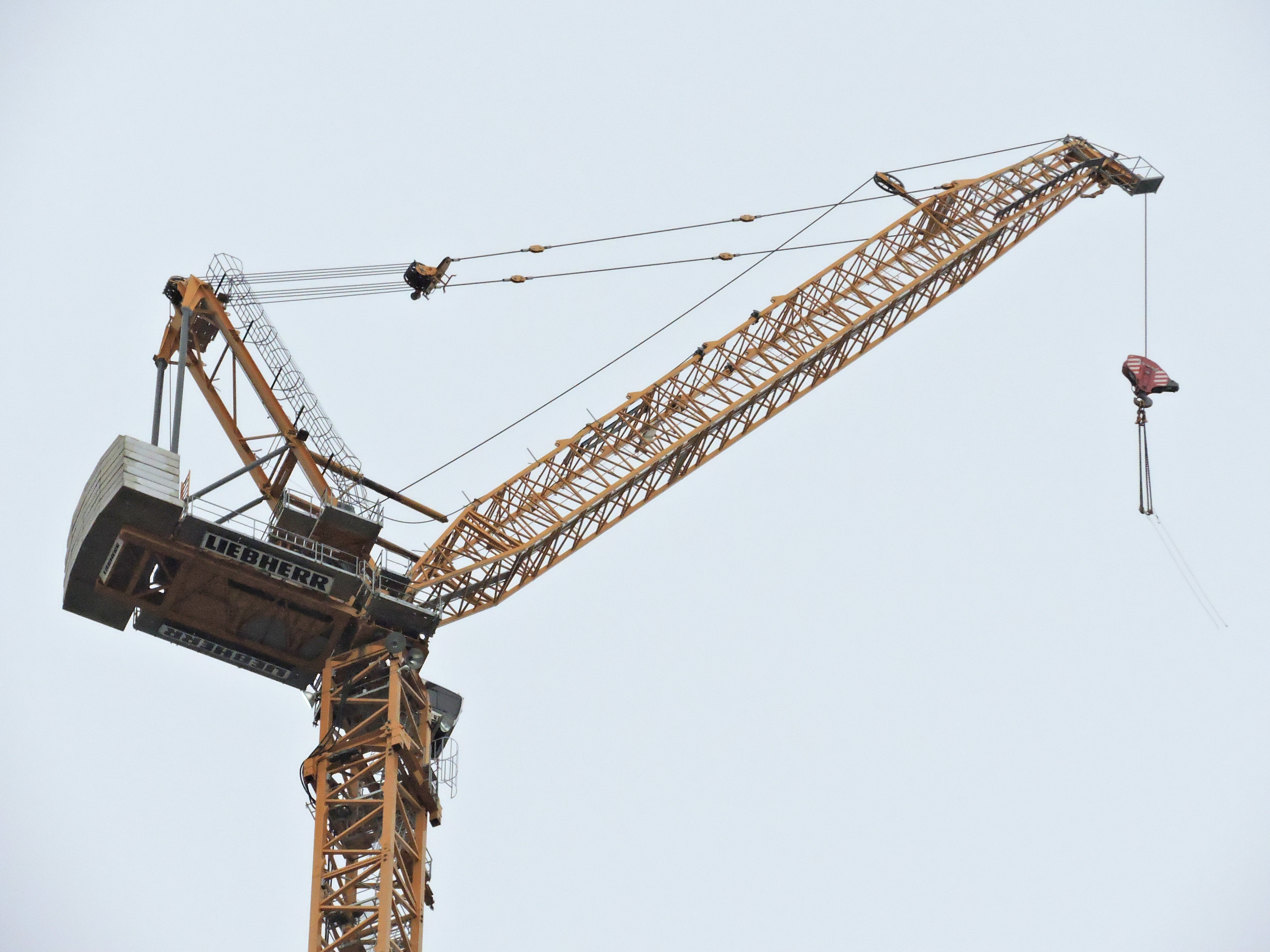
Башенный кран Либхерр-710 HC-L 32/64 Литроник грузоподъёмностью до 64 тонн, применявшийся при возведении комплекса

### Башня
- Стена в грунте — защитная подземная конструкция высотой 30 м, ограждающая фундамент башни и защищающая его от грунтовых вод[25].
- Фундамент установлен на 264 сваи с глубиной заложения до 82 м[26].
- Коробчатый фундамент состоит из трёх плотно армированных плит, залитых высокопрочным бетоном. Самая массивная — нижняя плита толщиной 3,6 м.

- Основной элемент системы устойчивости башни — железобетонное ядро, внутри которого расположены коммуникации, вертикальный транспорт, технические помещения и зоны безопасности. Огнезащита ядра — REI240, то есть оно способно выдержать огонь в течение 4 часов без изменения свойств бетона и стали[27].
- По периметру башни расположено от 10 до 15 композитных колонн. Внутри каждой — крестообразный стальной сердечник, обетонированный высокопрочным бетоном[28][29].
- Горизонтальную жёсткость небоскрёба обеспечивают 5 аутригерных уровней[30]. Аутригерные (технические) уровни — это пары этажей, сквозь пространство которых от ядра к периметру идут диагональные мощные стальные фермы. Они помогают перераспределять нагрузку от ядра на колонны при землетрясении, ударах, ураганах, утрате части несущих конструкций и т. п.[31][32]
- Фасад башни — навесной, состоит из 16 505 элементов. Стеклянные модули выполнены из алюминиевого профиля и холодногнутого стекла. Размер типового модуля — 1,5 м на 4,2 м, масса — свыше 700 кг[33].
- Шпиль башни высотой более 100 метров выполнен из несущих стальных труб круглого сечения, раскосов и балок, а его фасад в верхней части облицован стальной сеткой вместо стекла, чтобы предотвратить обледенение и снизить ветровые нагрузки.

### Многофункциональное здание
МФЗ (Многофункциональное здание) — объект, состоящий из двух блоков с общим фундаментом и кровлей. Имеет переменную этажность от 7 до 17 этажей, от 23 до 83 метров. Протяженноть фасада — около 300 метров. Торцевые фасады имеют отрицательный угол наклона (минус 15 градусов).
Конструктивная схема здания — рамная. Для возведения этого объекта было использовано более 24 тысяч тонн металлоконструкций. Основными несущими элементами являются 4 железобетонных ядра, которые воспринимают горизонтальные и вертикальные нагрузки, передавая их на фундамент, выполненный в виде плитного ростверка, опирающегося на сваи.
Между корпусами МФЗ находится атриум с кровлей из светопрозрачных полимерных мембран ETFE — материал легче и безопаснее стекла, при это пропускает больше света. Средняя высота атриума — 50 метров. Через его пространство перекинуты переходные мосты. Атриум — это пешеходная зона, из которой можно попасть в любой из объектов здания.

### Административное здание
Архитектура административного здания повторяет в общих чертах МФЗ с некоторыми отличиями. Переменная этажность от 1 до 13 этажей, максимальная высота — 85 метров. Конструктивная схема включает 16 ядер жёсткости. Единый стилобат обоих корпусов КЗС образовывает два подземных уровня здания. Функционал административного здания — офисы.

## Транспортные решения
От Лахта-центра ходят автобусы до станции метро «Беговая».
РЖД планирует платформу в МО Лахта-Ольгино, в 300-х метрах от Лахта-центра.

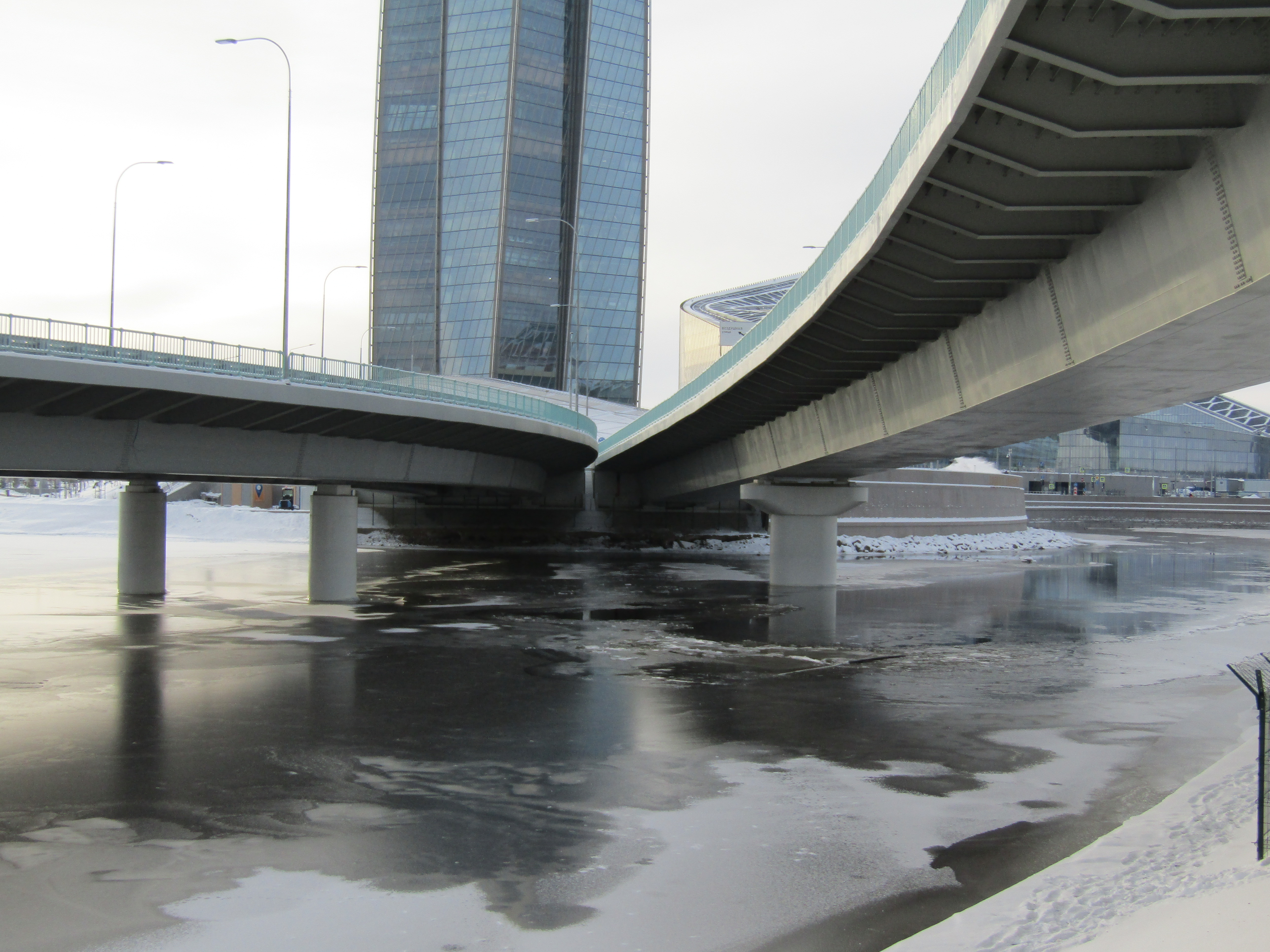
Мосты через Лахтинскую гавань

Два односторонних моста-эстакады над Лахтинской гаванью были открыты в 2023 году и соединили территорию «Лахта Центра» с улицей Савушкина (Прозрачный мост) и Приморским шоссе (Кристальный мост). На Прозрачном мосту выделен велопешеходный тротуар.
На набережной «Лахта центра» оборудована велодорожка для катания на роликах, самокатах и велосипедах. Это — часть велопешеходного маршрута от Крестовского острова через Яхтенный мост и парк имени 300-летия Санкт-Петербурга, через южный мост к Лахта-центру и далее в сторону Сестрорецка. В комплексе предусмотрена велопарковка на 90 мест.
По территории «Лахта-центра» проходят Высотная улица (976 метров), Воздушная улица (213 метров, участок набережной с восточной стороны комплекса), Открытая набережная (с южной стороны комплекса) и Водная улица.

## Архитектура и дизайн
Архитектурная концепция разработана в 2011 году компанией RMJM. Концепция и проект доработаны в 2011—2017 годах компанией «ГОРПРОЕКТ».
Концепция дизайна интерьеров комплекса разработана бюро Exclusiva Design Srl, которое в 2014 году выиграло открытый конкурс на проектирование интерьеров общественных зон многофункционального комплекса.
Система подсветки Лахта-центра объединяет арку главного входа, башню, многофункциональное и административное здание, а также территории комплеска и площади.

## Ход строительства
- 2012 год — установка буронабивных свай[44][45],[46].
- 2014 год — завершено строительство котлована под небоскрёб[47], работы по свайному основанию: заложены 2080 свай.
- 2015 год — завершён нулевой цикл. Изготовлены плитный ростверк под МФЗ, коробчатый фундамент под башню.
- С сентября 2015 по октябрь 2016 года возведено 50 этажей ядра башни и от 2 до 7 этажей Многофункционального здания переменной этажности[48][49].
- В июле 2016 года высота Лахта-центра достигла 147 метров (35 этажей), что позволило ему стать самым высоким зданием Санкт-Петербурга[50].
- 10 мая 2017 года небоскрёб превзошёл Санкт-петербургскую телебашню по высоте, достигнув отметки 327,6 метра: в 9:50 были залиты стены 78-го этажа[51]. Прежний рекорд в общей сложности продержался 55 лет (телебашню сдали в эксплуатацию в 1962 году).
- 5 октября 2017 года высота Лахта-центра составила 374 метра, что позволило ему стать самым высоким зданием России и Европы[52].
- 29 января 2018 года Лахта-центр достиг проектной высоты 462 метра, завершены работы по сборке конструкций шпиля[53].
- 16 октября 2018 года службой государственного строительного надзора и экспертизы (Госстройнадзор) Санкт-Петербурга Лахта-центру было выдано разрешение на ввод в эксплуатацию всего многофункционального комплекса[54][55].
- 29 октября 2018 года ГУП «ГУИОН» поставило на кадастровый учёт многофункциональный комплекс «Лахта Центр»[56].

### Вторая очередь (административное здание)
- Лето 2017 года — старт нулевого цикла[57].
- Ноябрь 2017 года — завершено обустройство свайного поля. Установлено более 1400 буронабивных свай диаметром преимущественно 1180 мм и глубиной заложения 35 метров.
- Март 2019 года — монтаж металлоконструкций на отметке 10 этажа[58].
- Сентябрь 2019 года — установка металлоконструкций, заливка бетонных перекрытий, прокладка коммуникаций и установка стеклопакетов в административном здании.

## Достижения
- 1 марта 2015 года было завершено бетонирование нижней плиты коробчатого фундамента башни Лахта центра. Событие внесено в Книгу рекордов Гиннесса как самая объемная непрерывная заливка бетона в мире. За 49 часов без остановки было залито 19 624 м³ бетона, что на 3000 м³ превысило предыдущий мировой рекорд[59].

- С октября 2017 года является самым высоким зданием Европы и России[53].
- Является самым северным небоскребом в мире.
- 24 декабря 2018 года Лахта-центр получил международный экологический сертификат LEED высшей категории Platinum[60].
- 2018 год — башня Лахта-центра вошла в топ-10 лучших небоскрёбов года по версии крупнейшего мирового архитектурного портала Archdaily[61], а также по версии архитектурного портала Dezeen[62].
- 2019 год — комплекс «Лахта-центр» стал лидером по числу номинации премии Award of Excellence and Urban Habitat (Советом по высотным зданиям и городской среде)[63]. Объект стал финалистом в пяти номинациях: Лучшее высотное здание 400 метров и выше; Строительная премия; Премия в области строительной инженерии; Премия в области геотехнического инжиниринга; Премия за инжиниринг фасадов.
- В 2020 году Лахта-центр стал первым и единственным российским небоскрёбом, получившим мировую премию в области высотной архитектуры Emporis Skyscraper Award в номинации «Небоскрёб года 2019». Жюри конкурса выделило небоскрёб из-за формы и за использование при строительстве экологически чистых и энергоэффективных технологий[64].
- 20 мая 2021 года небоскрёб «Лахта-центр» победил в четырёх номинациях международной премии в области уникального высотного строительства и городского развития CTBUH Awards 2021 — «Лучшее здание высотой более 400 метров», «Лучшее высотное здание Европы», лучший проект в категории «Фасады высотных зданий» и в номинации «Строительство высотных зданий»[65][66].
- В октябре 2021 года МФК «Лахта-центр» завоевал гран-при крупнейшей в России инженерно-архитектурной премии 100+ Awards[67].
- 2023 год — мастер спорта России по фитнесу Сергей Бойцов совершил прыжок с парашютом со шпиля Лахта центра. Рекорд по затяжному прыжку с парашютом со здания высотой 371 метр был поставлен в честь дня России и занесен в Книгу рекордов России[68].
- 2023 год — состоялся массовый забег по лестнице небоскреба на 80 этажей, с преодолением самого большого количества ступеней в мире. Этот рекорд был зафиксирован в Книге рекордов России[69].
- В 2023 году Комплекс «Лахта Центр» представлен на выставке "Петербург 2.0", посвященной наиболее значимым архитектурным проектам, созданным в Санкт-Петербурге за последние 20 лет[70].
- 2023 год — «Лахта Центр» представлен в рамках экспозиции Санкт-Петербурга на XXXI Международном архитектурном фестивале «Зодчество» (Москва)[71].
- 2023 год — Комплекс «Лахта Центр» представлен в проекте «Россия – страна возможностей» в рамках информационной кампании по открытию Международной выставки-форума «Россия» (Москва, ВДНХ)[72].
- 2023 - 2024 годы — Макет комплекса «Лахта Центр» с тремя высотными зданиями представлен на Международной выставке-форуме «Россия» (Москва, ВДНХ)[73].
- 2023 - 2024 годы — Сюжет о реализации проекта «Лахта Центр» включен в фильм информационного агентства ТАСС, посвященный ключевым достижениям строительной отрасли России. Фильм произведен для III Международного строительного чемпионата и демонстрируется на Международной выставке-форуме «Россия» (Москва, ВДНХ)[74].

## Интересные факты
- 31 декабря 2018 года на небоскрёбе зажгли новогоднюю подсветку зелёного цвета, превратив здание в самую высокую новогоднюю ёлку Европы[75].
- 28 июня 2019 года на самой высокой точке шпиля (462 метра) была установлена автоматическая метеостанция, отслеживающая температуру, влажность, направление и скорость ветра. Также установлена GNSS-антенна, которая реагирует на любые отклонения верхней точки здания из-за ветровых нагрузок[76].
- 9 июня 2022 года возле небоскрёба состоялось открытие памятника «Пётр I, спасающий утопающих близ Лахты». Памятник воссоздан по мотивам утраченного в 1919 году монумента работы Леопольда Бернштама и Александра фон Гогена. Высота скульптуры составляет 7,5 метров; она выполнена из бронзы, постамент — из камня. Памятник открыли в рамках празднования 350-летия со дня рождения Петра Великого[77][78].
- Укрепление береговой линии в районе Лахты, включая строительство защитных сооружений (дамбы и волноломы), выполнялось ведущими российскими компаниями, специализирующимися на гидронамыве и создании искусственных территорий. Среди ключевых участников проекта — ООО «Морстройтехнология», АО «ЛСР. Базовые» и ООО «Дельта»[источник не указан 163 дня].
- В будущем планируется достроить здания Лахта-центр 2 и 3, они будут расположены рядом с уже существующим Лахтой-центром[79].

## Галерея

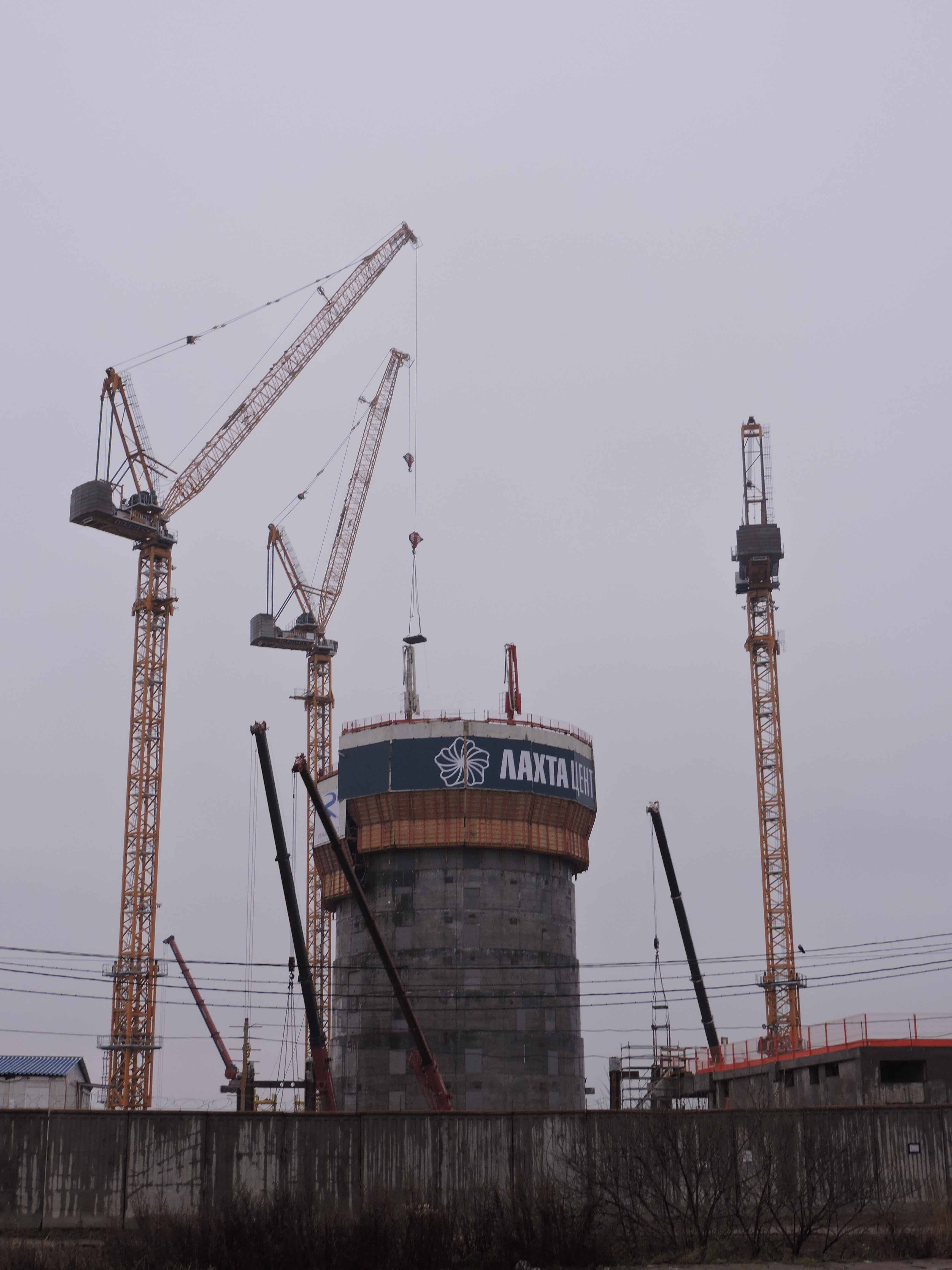
Ноябрь 2015 года. Два месяца назад завершился нулевой цикл, начало строительства ядра и надземных этажей
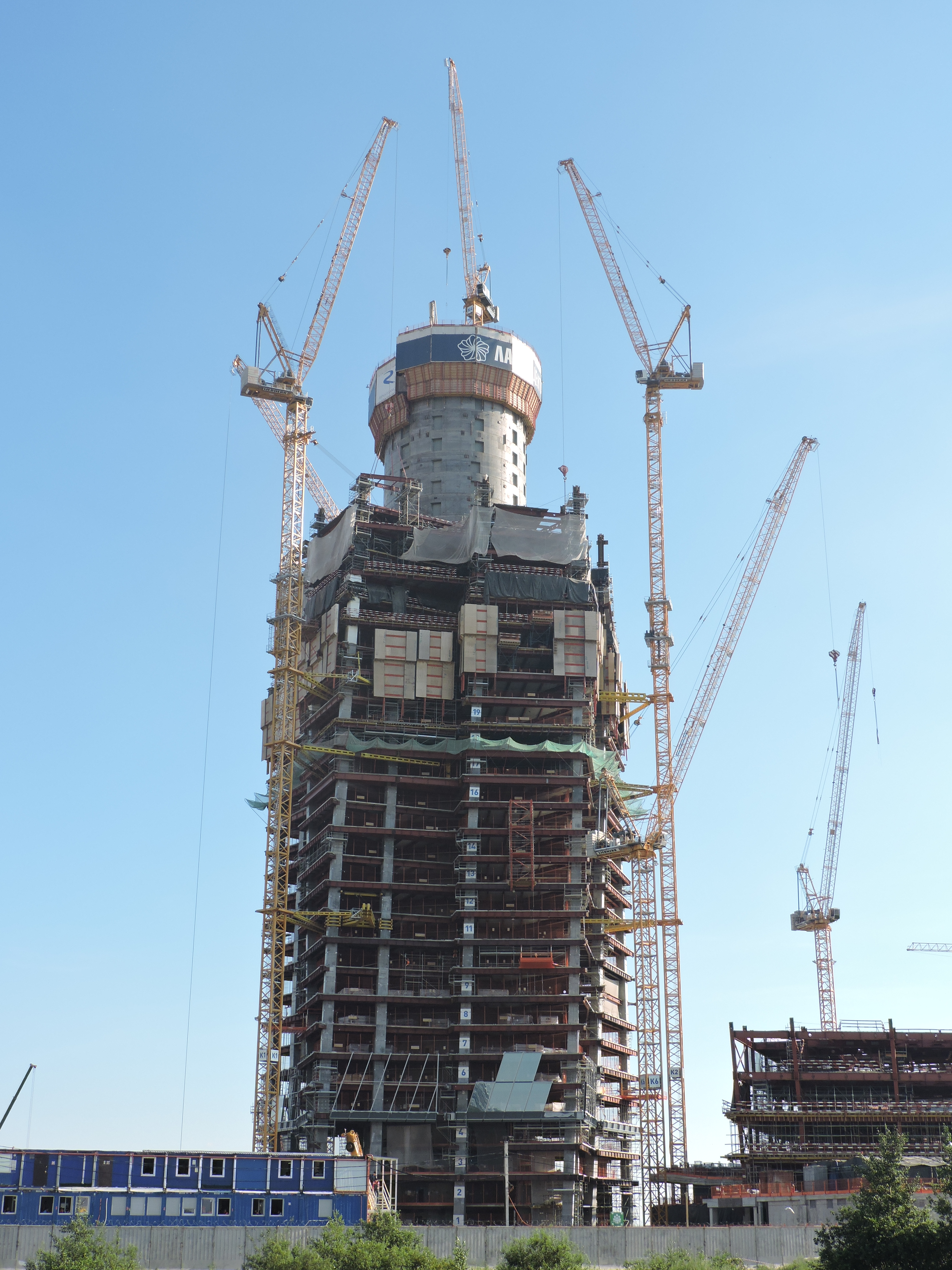
Июль 2016 года. Высота достигла 147 метров — выше любого здания города
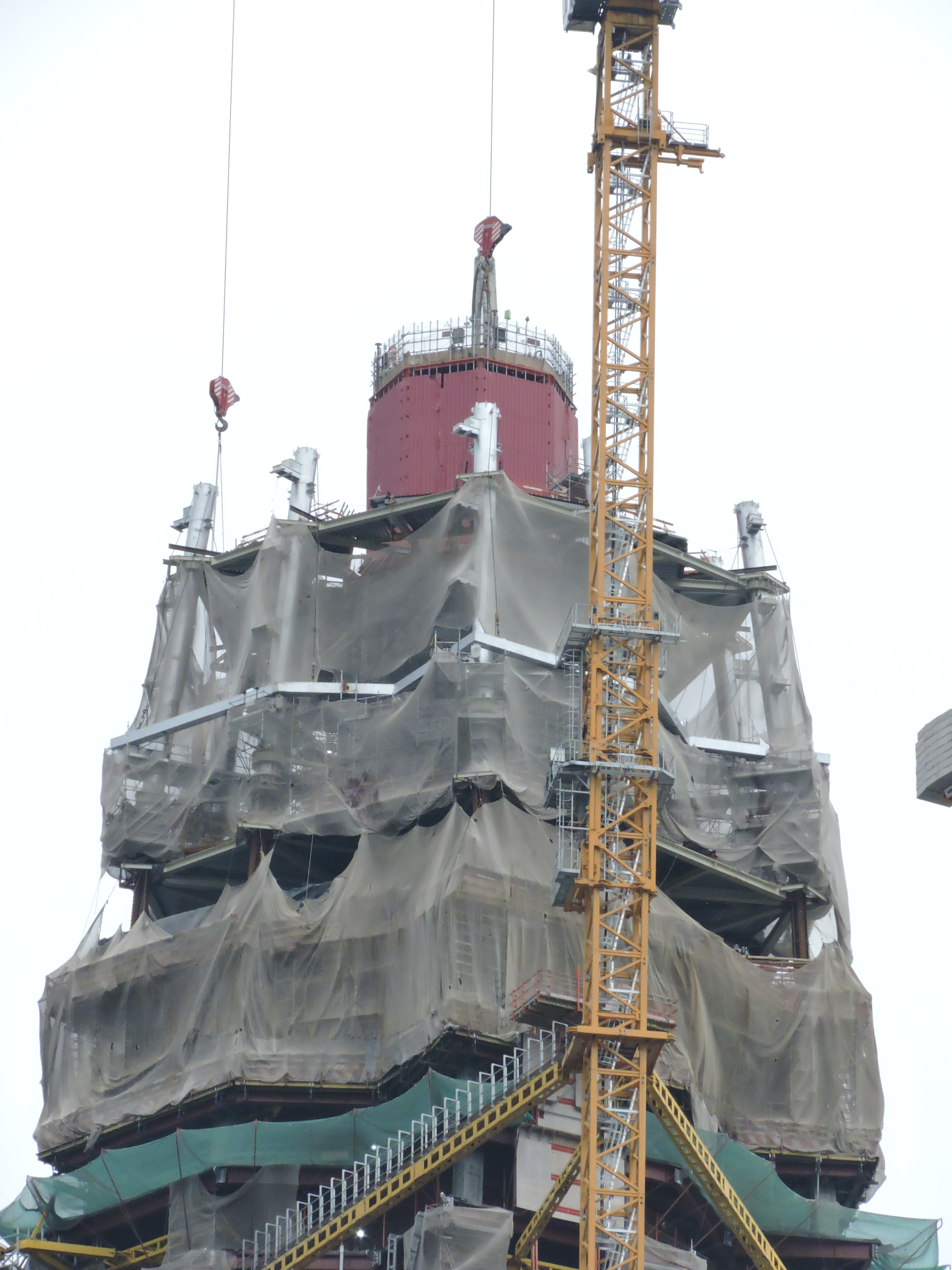
Сентябрь 2017 года. Работа над ядром завершена, начат монтаж шпиля. Высота — 365 метров
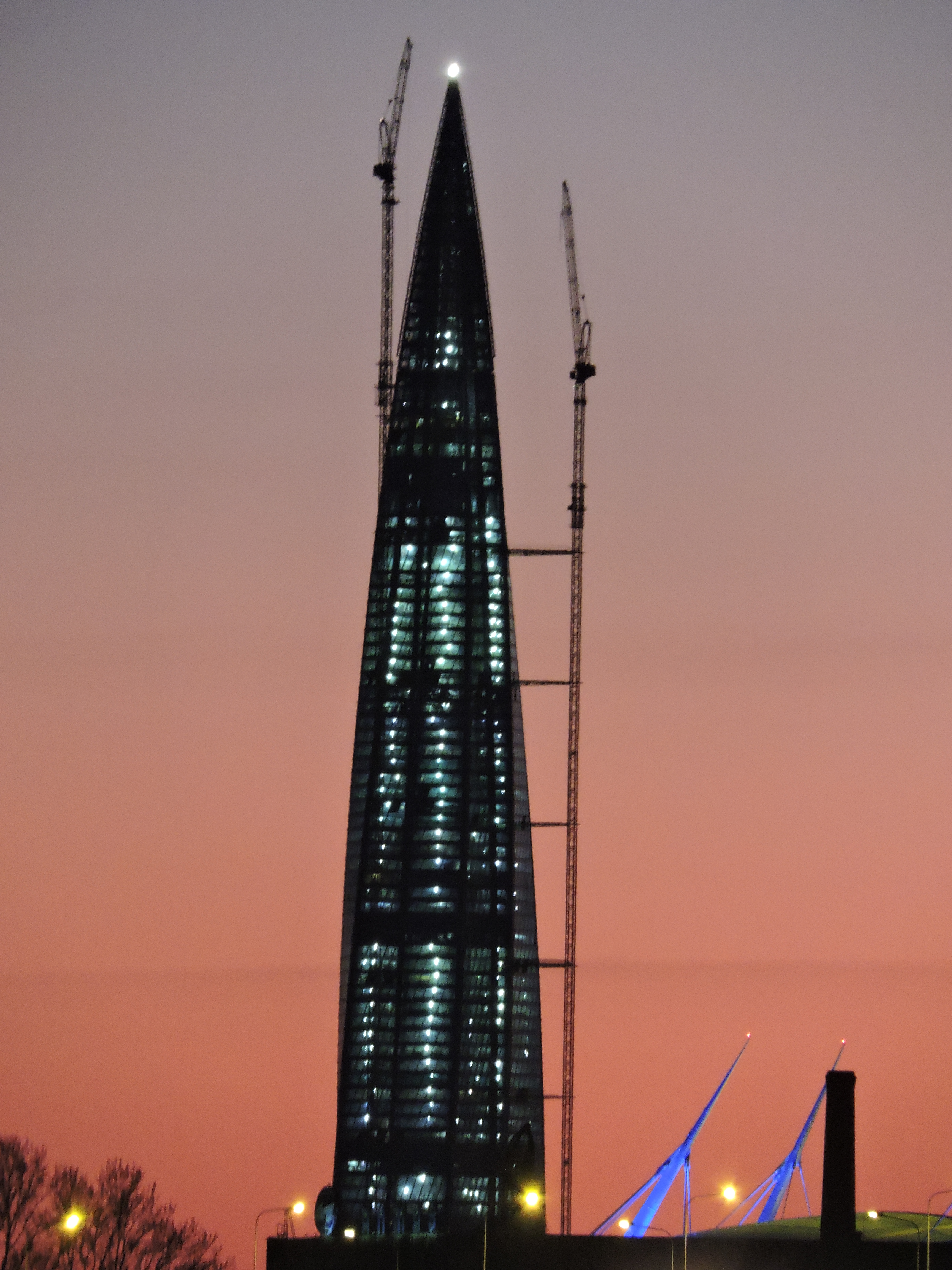
Май 2018 года. На вершине шпиля установлен авиационный маяк белого цвета
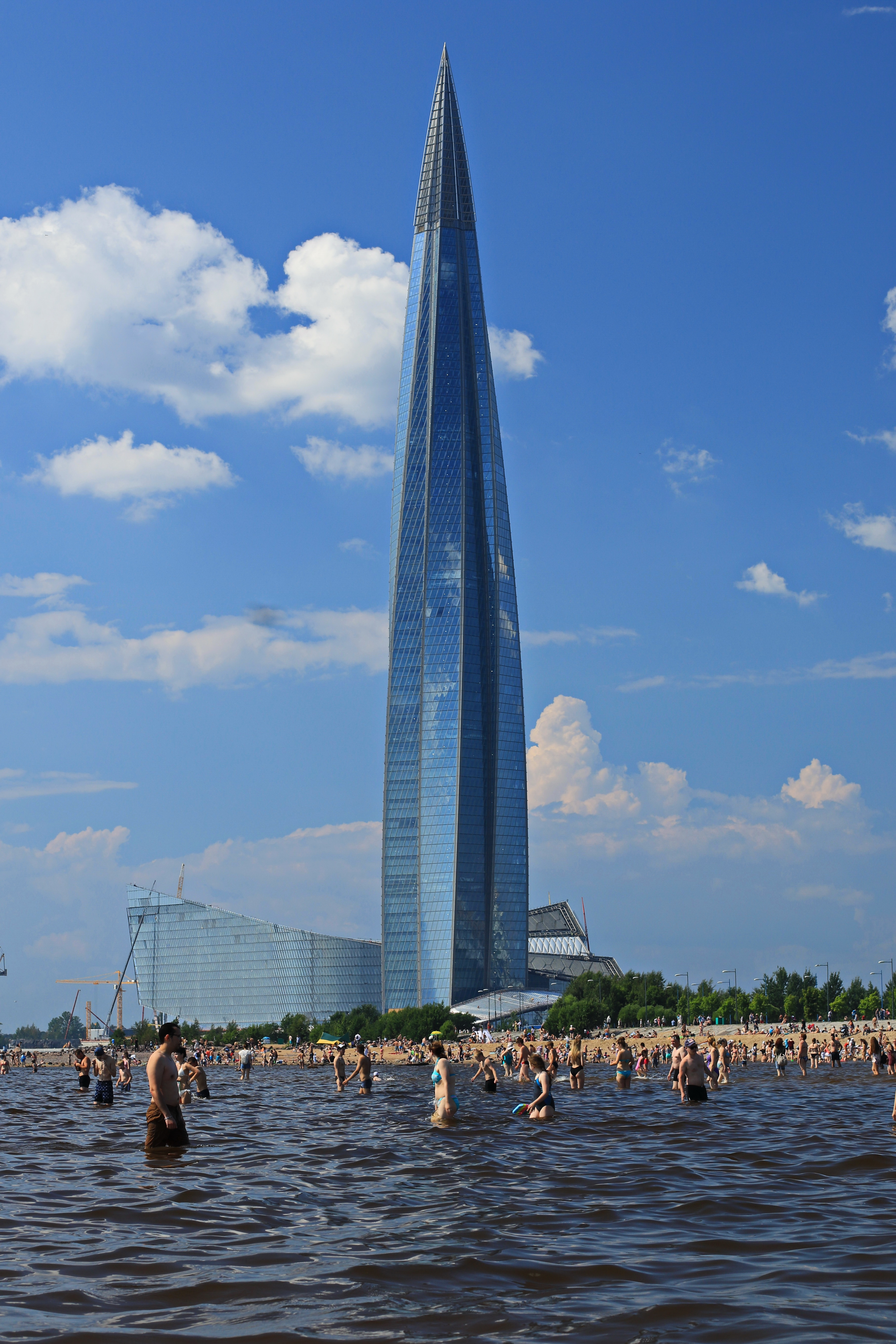
Лахта-центр в июне 2018 года
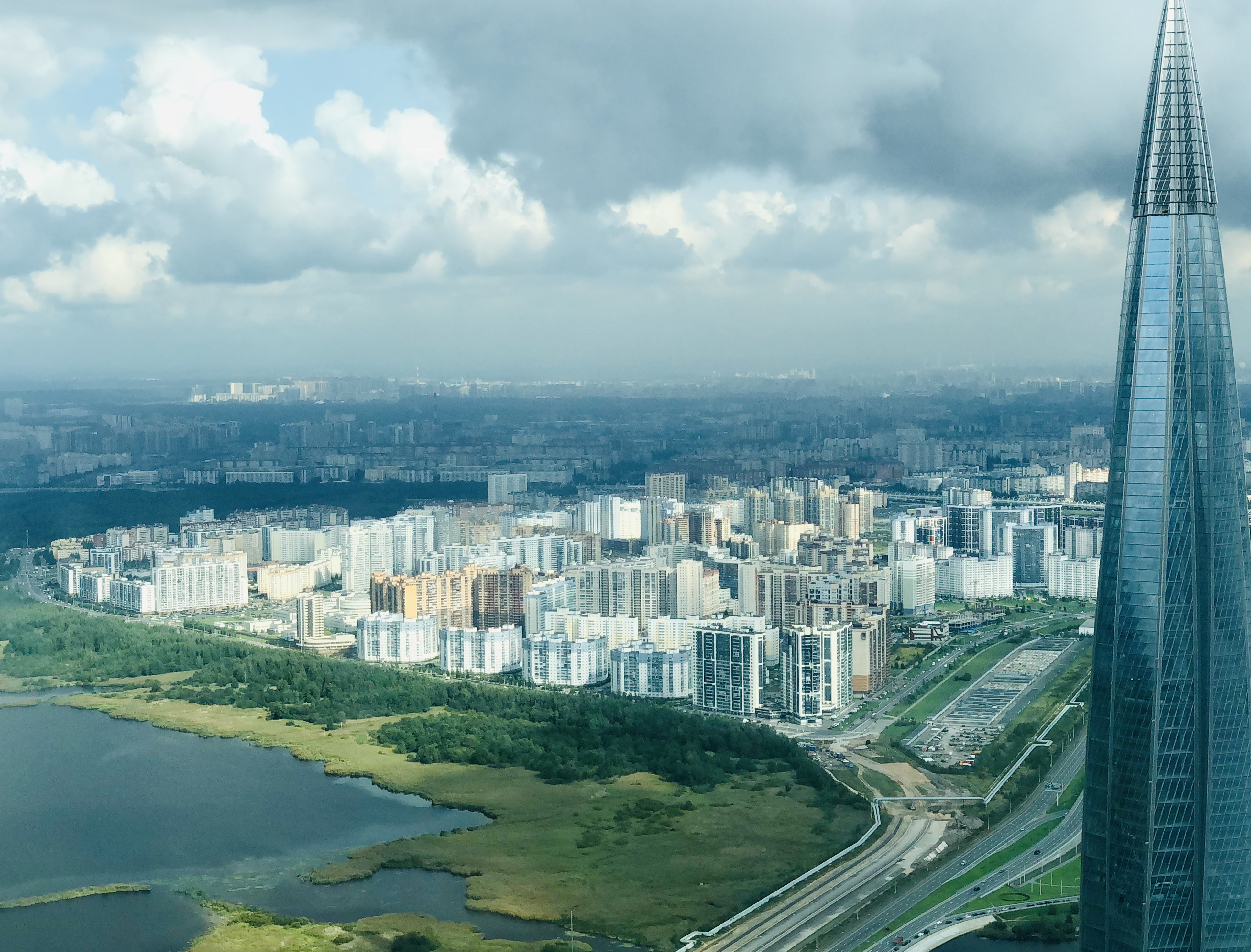
Вид на Юнтоловский заказник и озеро Лахтинский Разлив со стороны Финского Залива, 2018 год
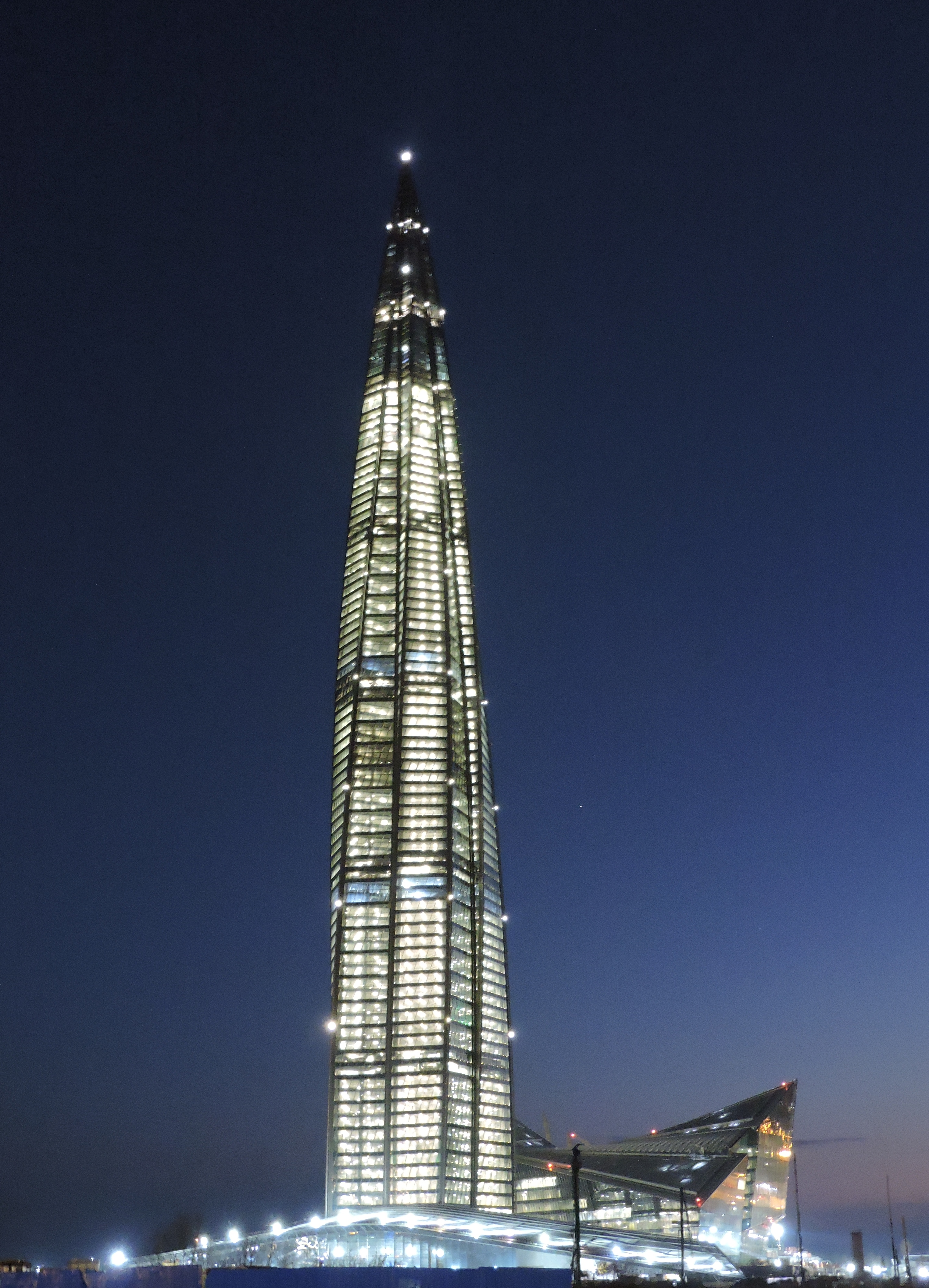
Апрель 2019 года. На здании через каждые 45 метров установлены белые заградительные огни
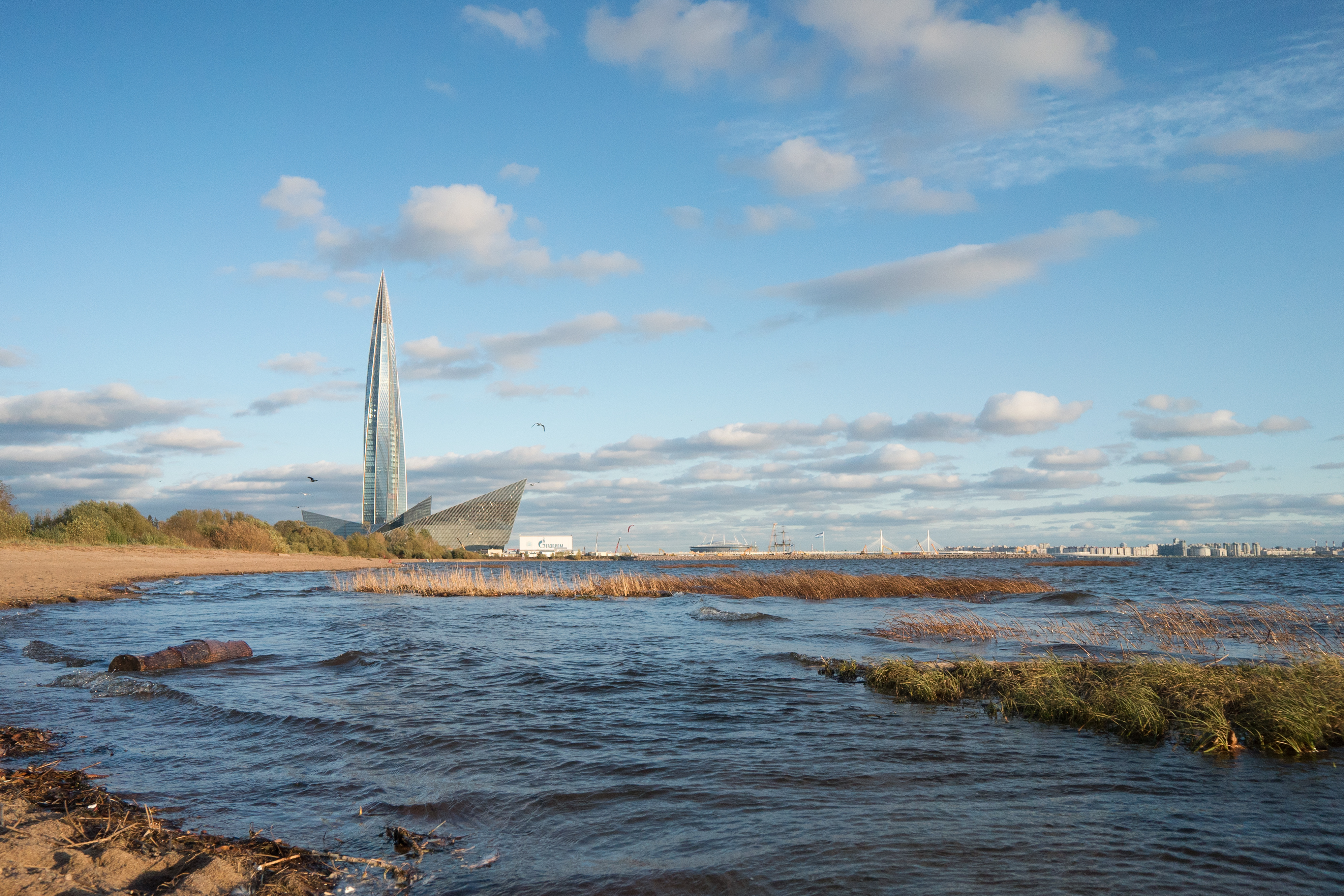
Лахта-центр в октябре 2020, вид из посёлка Ольгино
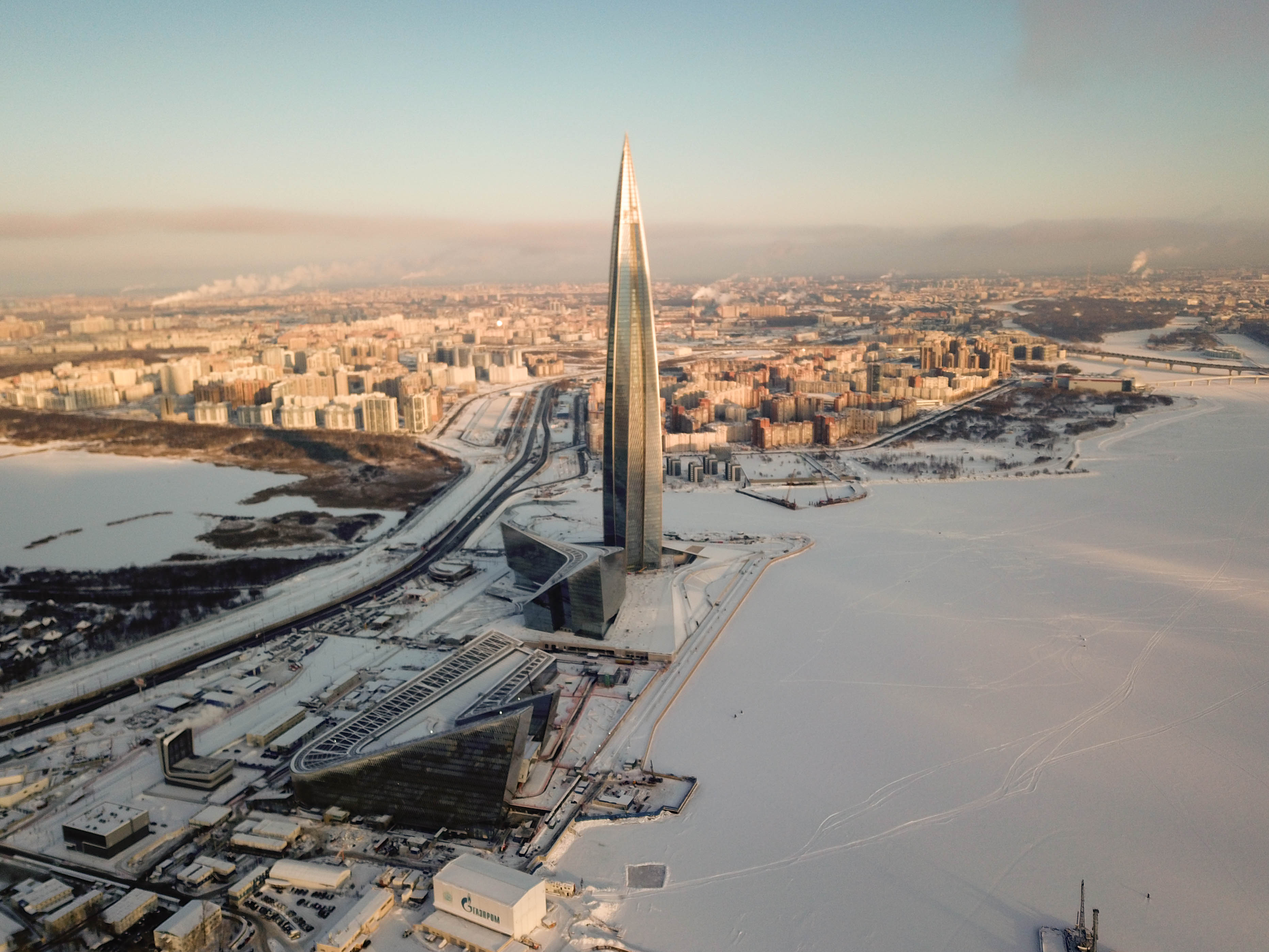
Лахта-центр в феврале 2021 года
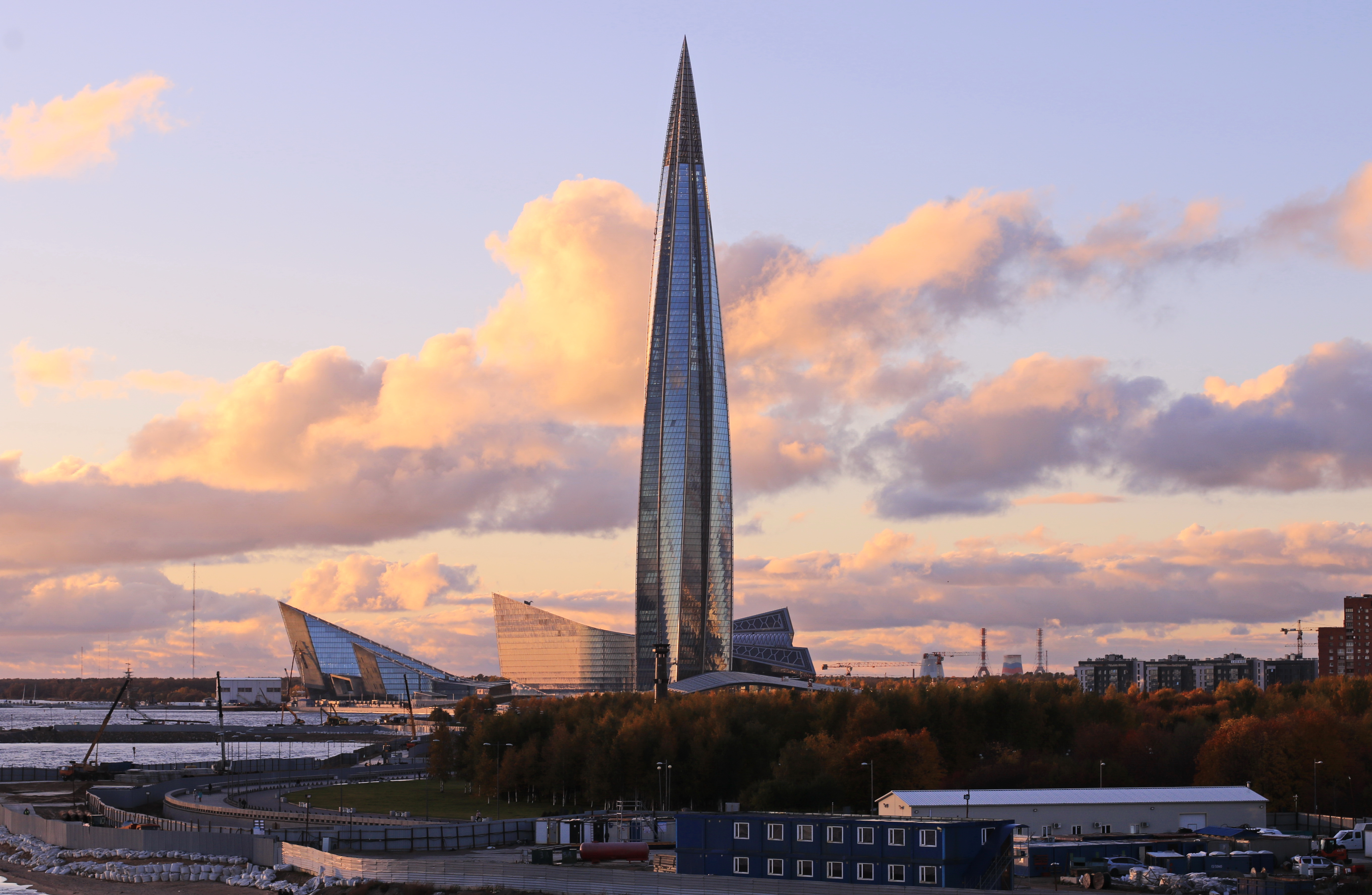
Лахта-центр в октябре 2022 года
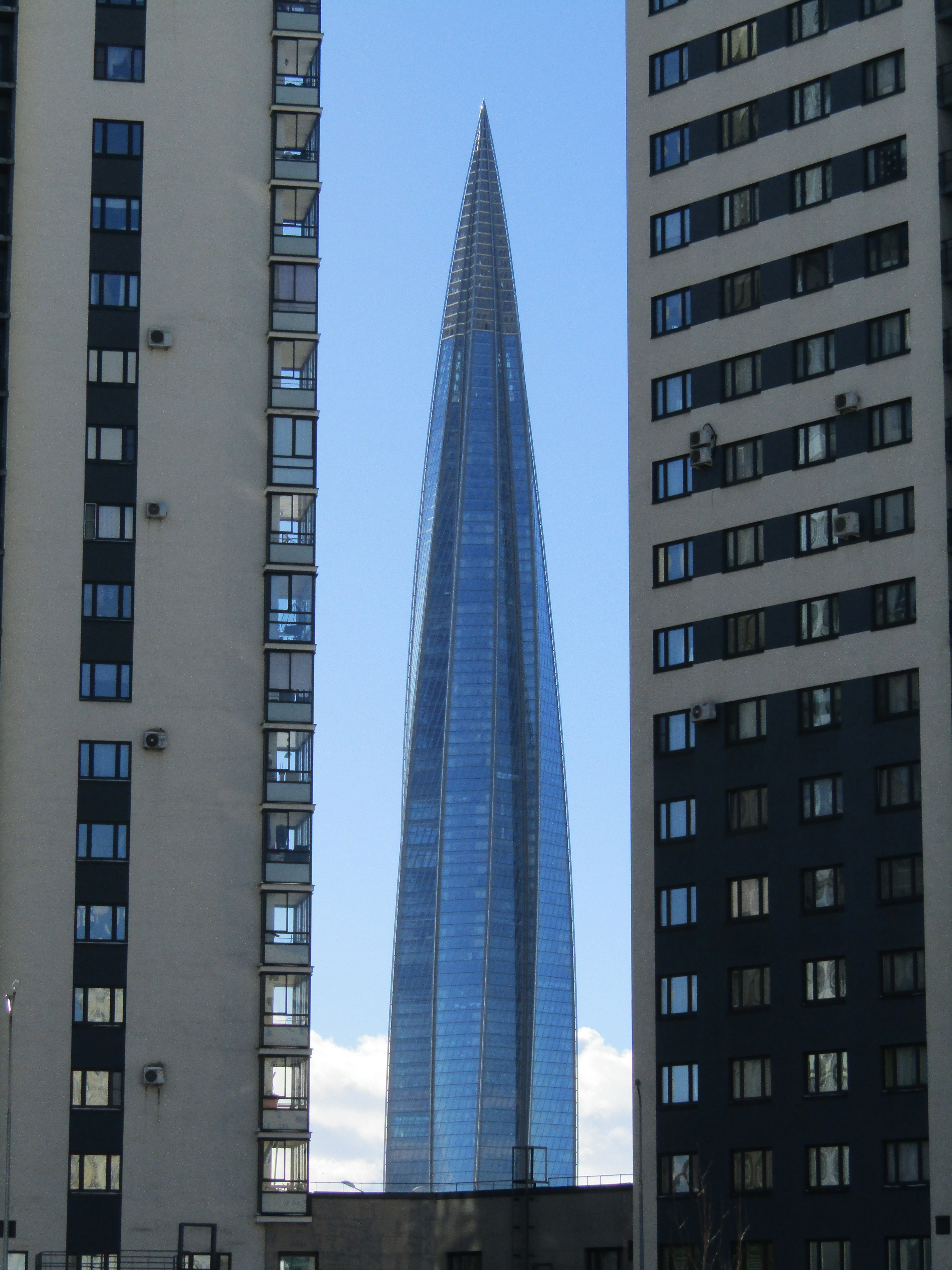
Вид на Лахта-центр с Мебельной улицы
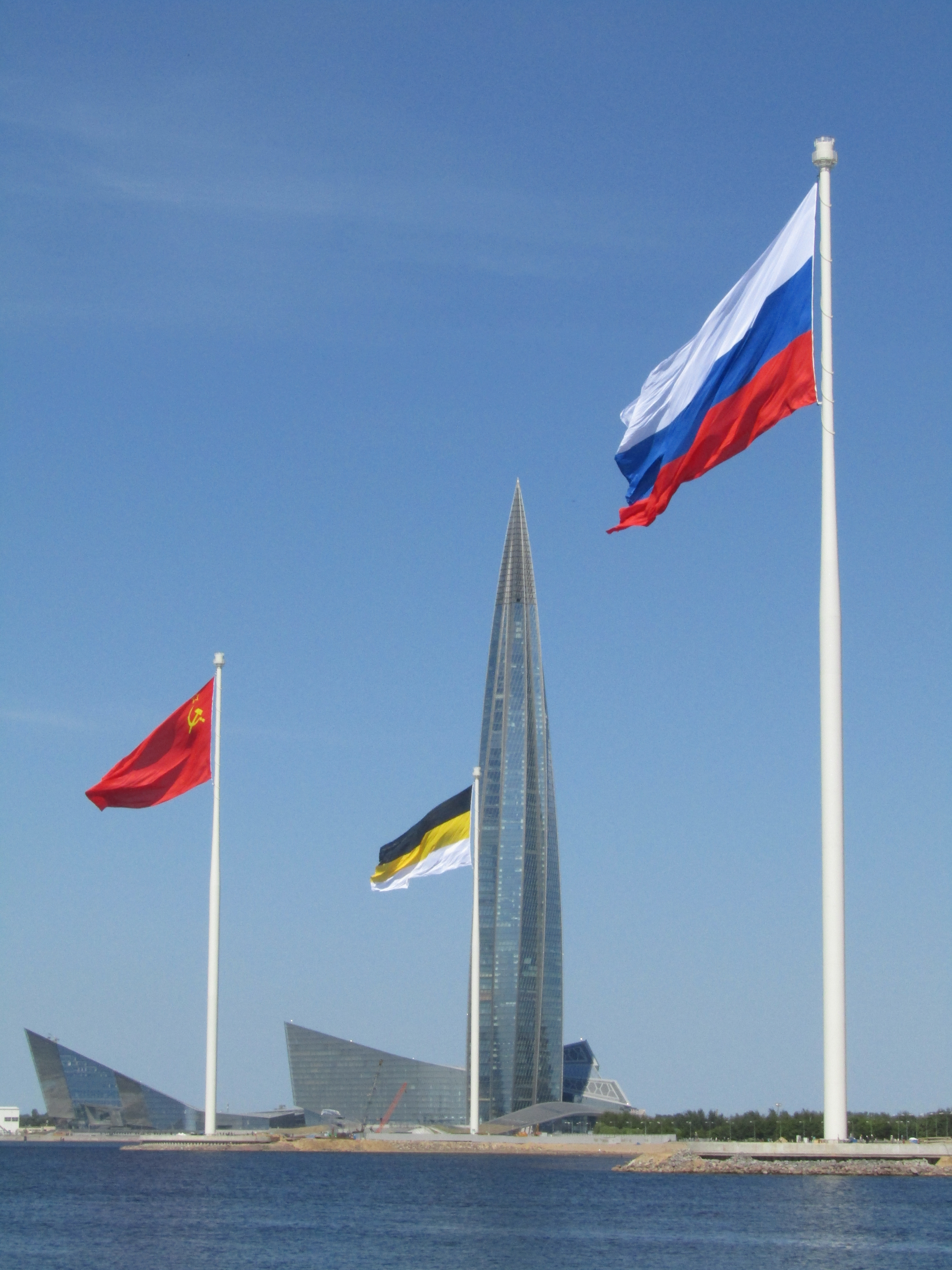
Август 2023 года. Лахта-центр на фоне трёх флагштоков высотой по 175 м
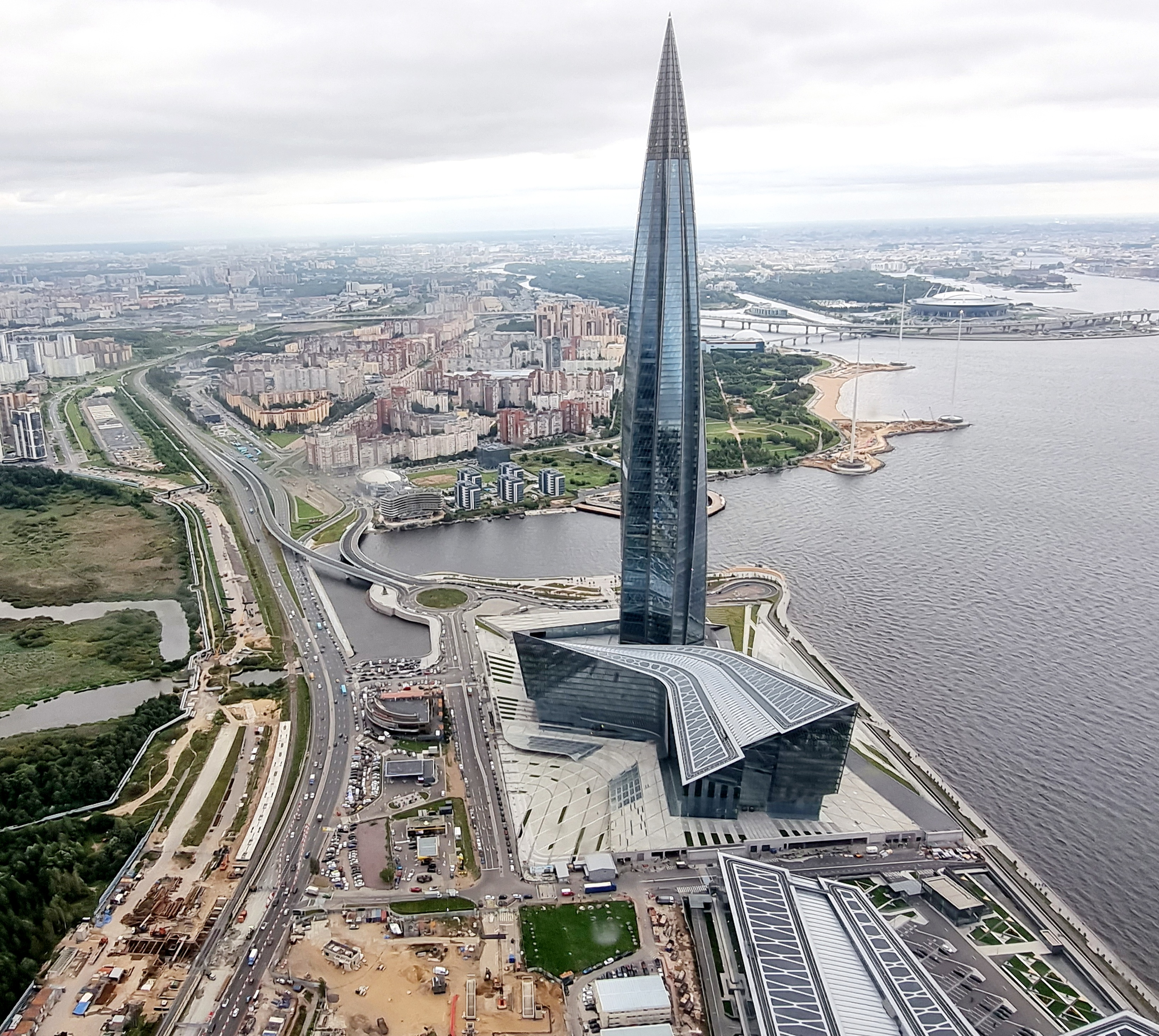
Лахта-центр в сентябре 2023 года
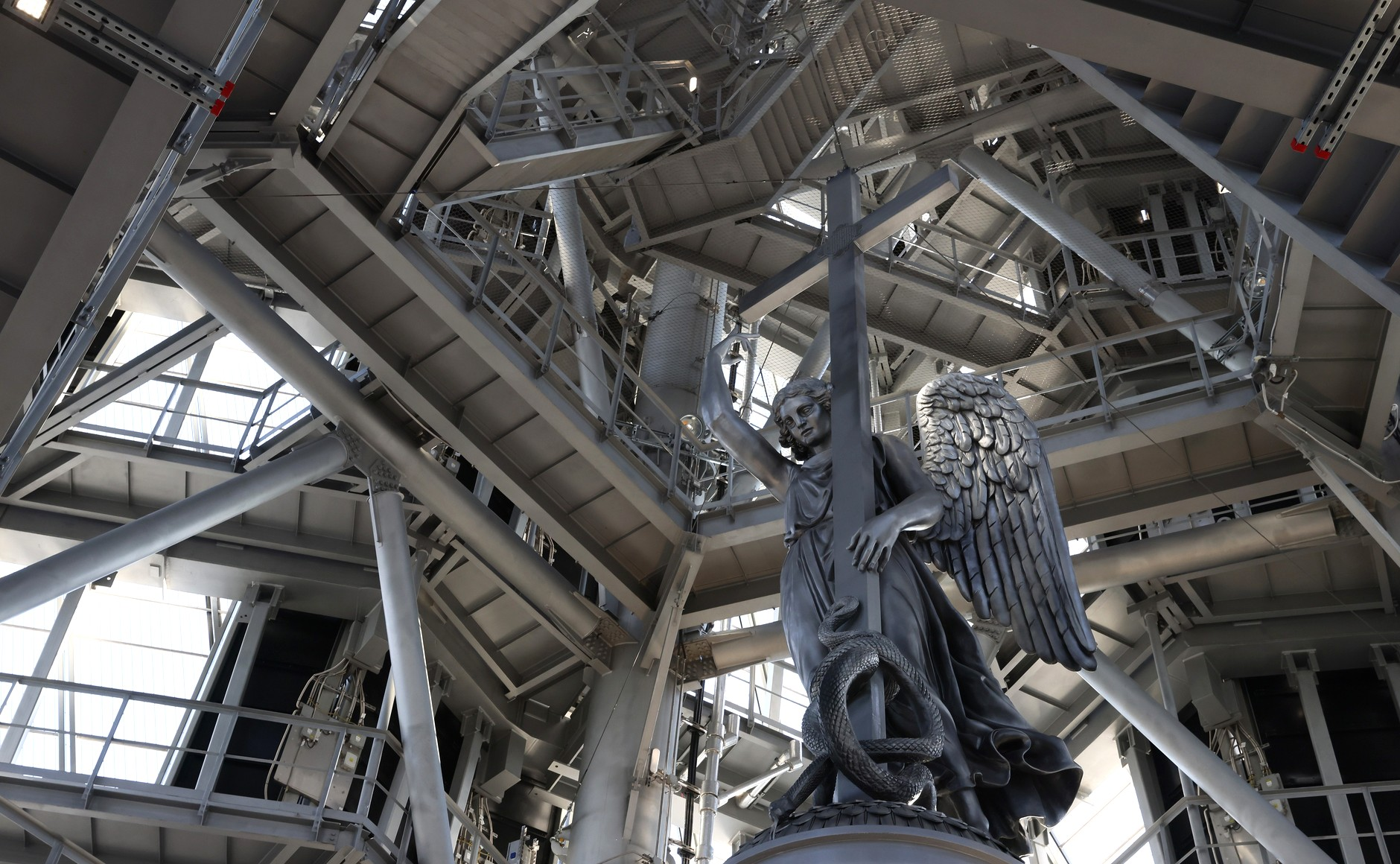
Скульптура «Ангел-Хранитель Санкт-Петербурга» на 88-м этаже «Лахта центра», Июнь 2024 года